# Diósy Lajos
Diósy Lajos (Komárom, 1867. szeptember 8. – 1945.) gyógyszerész, a Mátyásföldi Nyaralótulajdonosok Egyesületének elnöke 1912–1919 között. Később az egyesület tiszteletbeli elnökévé választották. Elnöksége alatt épültek ki Mátyásföldön a közműhálózatok. Budapesti gyógyszertára jövedelméből alapítványt hozott létre a község további fejlesztésére.

## Életútja
Diósy János magánzó és Eiselt Franciska fiaként született. 1894. május 15-én Budapesten, az erzsébetvárosi plébánián vette feleségül Paulheim Malvint (Budapest, 1875. február 8. – Mátyásföld, 1937. február 14.), Paulheim József építész és fővárosi bizottsági tag és Kurzveiter Franciska leányát. Sógornője, Janczer Lajosné Paulheim Aranka korai halála után (1903-ban, 24 évesen tüdővészben hunyt el) félárván maradt fiait, Jobaházi (Janczer) Lajost és Jenőt ők nevelték fel.
A Damjanich utca 2. szám alatti gyógyszertár bérletét 1893-től vette át. 1900-ban az akkor VII. kerületi Külső Kerepesi út 38. szám alatt létesített egy úgynevezett Gaertner tanár-féle csecsemőtejet termelő intézetet (ahol tehéntejből készítettek csecsemők szoptatására anyatej pótló tejet), de más tejtermékeket is előállított, mint a zsirdúsabb, könnyebben emészthető „táptej”, vagy a tejpezsgő, amit szikvizes üvegben, üdítő és tápláló italként forgalmaztak, illetve a cukorbetegeknek készített dr. Noorden tanár-féle tejet is. Ugyanebben az évben már ő üzemeltette Schally Ede első magyar Kefir-intézetét is a Teréz körút 31-ben. Fivére, Diósy János budapesti vaskereskedő 1928-ban bekövetkezett halálakor már nem volt Budapesten gyógyszertára.

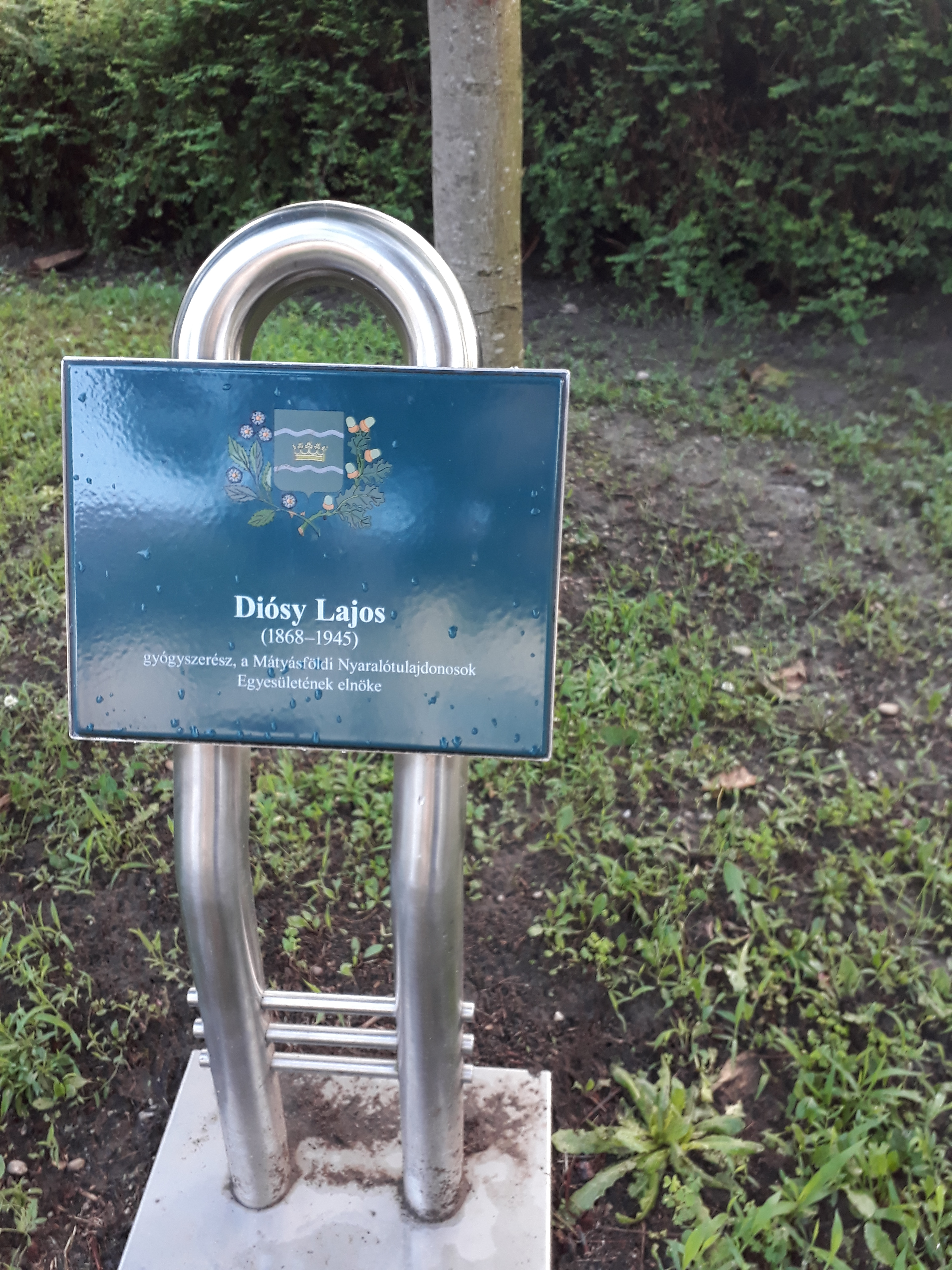
Táblája a helytörténeti fasoron

Mátyásföld első iskolájának létrehozásában és a katolikus templom felépítésében is segédkezett, mint rendezvényszervező jeleskedett a pénzgyűjtő mulatságok terén. 1912–1919 között a Mátyásföldi Nyaralótulajdonosok Egyesületének elnöke volt, aminek 1922-től tiszteletbeli elnökévé is választották. 1917–1918-ban az egyesület a nevére egy jótékonysági alapot hozott létre. Elnöksége alatt épültek ki Mátyásföldön a közműhálózatok.

## Emlékezete
1922-ben azt az utcát nevezték el róla, ahol neki is köszönhetően Mátyásföld első elemi iskoláját megnyitották. Miután 1949-ben Lenin utcára, és a folytatásában volt Szurmay Sándor utcát Marx utcára, 1992-ben mindkét útszakasz az ő nevét kapta.
2011-ben egyike a Lantos Antal és Széman Richárd kerületi helytörténészek által összeállított 56 XVI. kerületi nevezetes személynek, akiknek emléktáblás gesztenyefákat ültettek a Sashalmi sétányon.